# Axel Bökelund
Axel Casimir Bökelund (i riksdagen kallad Bökelund i Kalmar), född 17 februari 1859 i Gamleby socken, Kalmar län, död 18 oktober 1941 i Bromma, Stockholm, var en svensk ämbetsman och politiker.
Bökelund avlade 1884 hovrättsexamen vid Lunds universitet. Han var landskamrerare i Kalmar län 1890–1926. Han var riksdagsledamot i andra kammaren 1903–1905 för Kalmar stads valkrets och återkom som riksdagsman för Kalmar läns södra valkrets 1918–1920 (tillhörde 1918–1920 Lantmanna- och borgarpartiet). Han skrev fyra egna motioner i riksdagen i administrativa frågor som dyrtidstillägg och tillfällig lönereglering för statstjänstemän och stämpelfrihet för vissa tillståndsbevis. Bökelund blev riddare av Nordstjärneorden 1897 samt kommendör av andra klassen av Vasaorden 1908 och av Nordstjärneorden 1920. Han är begraven på Södra kyrkogården i Kalmar.